# Gürtel-Kardinalbarsch
Der Gürtel-Kardinalbarsch (Sphaeramia orbicularis) 
ist ein kleiner, zehn Zentimeter lang werdender Meeresfisch, der im westlichen, tropischen Indopazifik von Ostafrika bis zu den Ryūkyū-Inseln, Kiribati, Belau, den Marianen und den Karolinen und Neukaledonien vorkommt. 

## Merkmale
Der Gürtel-Kardinalbarsch ist hochrückig und von grüngrauer Farbe. Der Kopf ist gepunktet, die erste Rückenflosse am Vorderrand und die Bauchflossen am Hinterrand schwarz. Zwischen der Vorderkante der ersten Rückenflosse und dem After erstreckt sich ein breites, dunkles Band. Auf der hinteren Körperhälfte befinden sich verstreute dunkle Flecken. Das Maul ist groß und oberständig. Die zweite Rückenflosse, die Afterflosse und die Schwanzflosse sind transparent.
Flossenformel: Dorsale VIII/9, Anale II/9

## Lebensweise
Der Gürtel-Kardinalbarsch lebt küstennah in kleinen Gruppen zwischen Mangroven, Felsen, Geröll und den Piers von Hafenanlagen, in Tiefen bis fünf Metern. Sie sind nachtaktiv und ernähren sich von Zooplankton, vor allem von kleinen Krebstieren. Wie alle Kardinalbarsche sind die Fische Maulbrüter. Sie laichen meist in den Abendstunden kurz vor Neu- und Vollmond. Das Männchen nimmt das Gelege ins Maul und frisst bis zum Schlupf der Larven nach acht Tagen nichts. Die Larven leben zunächst pelagisch. Mit einer Länge von sieben Zentimeter werden die Männchen, mit sechs Zentimeter werden die Weibchen geschlechtsreif.